# Denmark (South Carolina)
Denmark is een plaats (city) in de Amerikaanse staat South Carolina, en valt bestuurlijk gezien onder Bamberg County.

## Demografie
Bij de volkstelling in 2000 werd het aantal inwoners vastgesteld op 3328.
In 2006 is het aantal inwoners door het United States Census Bureau geschat op 3084, een daling van 244 (-7,3%).

## Geografie
Volgens het United States Census Bureau beslaat de plaats een oppervlakte van
7,9 km², geheel bestaande uit land. Denmark ligt op ongeveer 83 m boven zeeniveau.

## Plaatsen in de nabije omgeving
De onderstaande figuur toont nabijgelegen plaatsen in een straal van 16 km rond Denmark.